# Brezov
Brezov (hongrois : Nyírjes) est un village de Slovaquie situé dans la région de Prešov.

## Histoire
Première mention écrite du village en 1335.

## Démographie

### Évolution de la population
| Année:               | 1994. | 2004.   | 2014.    | 2024.    |
| -------------------- | ----- | ------- | -------- | -------- |
| Nombre de personnes: | 398   | 432     | 386      | 333      |
| Différence:          |       | +8,54 % | -10,64 % | -13,73 % |

| Année:               | 2023. | 2024.   |
| -------------------- | ----- | ------- |
| Nombre de personnes: | 337   | 333     |
| Différence:          |       | -1,18 % |